# Лейлекский район
Лейлекский район (известен как Лайлакский; кирг. Лейлек району) — один из трёх административных районов Баткенской области Кыргызстана. Административный центр района — город Раззаков. Назван по реке Лейлек, которая представляет собой верхнее течение Козу-баглана (бассейн Сырдарьи).

## География
На востоке граничит с Баткенским районом Баткенской области Кыргызстана, на севере, западе и юге — с Таджикистаном. Самый западный район Кыргызстана.

## Население
По данным переписи населения Кыргызстана 2009 года, киргизы составляют 71 468 человек из 116 861 жителя района (или 66,3 %), узбеки — 31 386 человек или 26,9 %, таджики — 7720 человек или 6,6 %, татары — 126 человек или 0,1 %, другие — 161 человек или 0,1 %.

## Административно-территориальное деление
В состав Лейлекского района входят 1 город районного значения — Раззаков, 9 аильных (сельских) округов и 47 аилов (сёл).
Айылы (села) в составе города Раззаков:
- Ак-Босого, Самат, Чимген, Тайлан, Ак-Булак, Голбо;

Аильные (сельские) округа:
- Ак-Сууский аильный округ: Ак-Суу (центр), Алга, Джениш, Суу-Башы, Жезкен;
- Бешкентский аильный округ: Бешкент (центр), Имени Карла Маркса, Кайрагач, 50 лет СССР, Эски-Оочу;
- Джаны-Джерский аильный округ: Центральное (центр), Арка, Достук;
- Катранский аильный округ: Катран (центр), Джаны-Турмуш, Озгерюш;
- Кулундинский аильный округ: Кулунду (центр), Булак-Башы,  Интернациональное, Коммунизм, Им. Ленина, Максат;
- Лейлекский аильный округ: Коргон (центр), Кара-Суу, Лейлек, Чуянчы, Ак-Терек;
- Кен-Талааский аильный округ: Мурас (центр), Уч-Булак, Жети-Таш, Кереге-Таш;
- Сумбулинский аильный округ: Андарак (центр), Искра, Кёк-Таш, Сары-Добо;
- Тогуз-Булакский аильный округ: Тогуз-Булак (центр), Ай-Кол, Кара-Булак, Маданият (Айбике), 50 лет Киргизии (Мин-Джигач), Им. Чапаева (Гордой).

Примечание: Сулюкта является городом областного значения Баткенской области, пгт Восточный и село Кольцо включены в состав города Сулюкта.